# Sven Turén
Sven Erik Helmer Turén, född den 5 november 1889 i Villberga församling, Uppsala län, död den 10 augusti 1976 i Västerås, var en svensk jurist. Han var bror till Erik Turén.
Turén avlade studentexamen i Stockholm 1909 och juris kandidatexamen vid Stockholms högskola 1914. Han blev extra ordinarie amanuens vid Statens Järnvägar 1918, assessor i Svea hovrätt 1921, fiskal där 1928, hovrättsråd 1929 och revisionssekreterare 1930. Turén var häradshövding i Västmanlands mellersta domsaga 1936–1956 och krigsdomare vid Västmanlands flygflottilj 1938–1949. Han var ledamot av kyrkorådet 1933–1954, av kyrkomötena 1938–1963 och av Västerås stifts domkapitel 1943–1954 samt vice ordförande i Svenska kyrkans missionsstyrelse 1942–1963. Turén var stadsfullmäktig i Västerås 1939–1954 samt ordförande i anstaltsnämnden för fångvårdsanstalten i Västerås 1946–1958 och i poliskollegiet i Västmanlands län 1951–1956. Han blev riddare av Nordstjärneorden 1932 och kommendör av andra klassen av samma orden 1948. Turén vilar i sin hustrus familjegrav på Vårfrukyrkogården i Enköping.